# Titularbistum Rhithymna
Rhithymna (ital.: Retimo) war ein Titularbistum der römisch-katholischen Kirche.
Es geht zurück auf einen Bischofssitz in der Stadt Rethymno auf der Insel Kreta. Das Bistum gehörte der Kirchenprovinz Gortyna an.
| Titularbischöfe von Rhithymna |                                 |                                                                                              |                    |                   |
| Nr.                           | Name                            | Amt                                                                                          | von                | bis               |
| 1                             | José Ignacio Cienfuegos Arteaga | Weihbischof in Santiago de Chile (Chile)                                                     | 15. Dezember 1828  | 17. Dezember 1832 |
| 2                             | William Wareing                 | emeritierter Bischof von Northampton (Großbritannien)                                        | 21. Dezember 1858  | 26. Dezember 1865 |
| 3                             | James David Ricards             | Apostolischer Vikar von Kap der Guten Hoffnung, Eastern District (Südafrika)                 | 13. Januar 1871    | 30. November 1893 |
| 4                             | Paul Pellet SMA                 | Apostolischer Vikar von Küste von Benin Generalsuperior der Gesellschaft der Afrikamissionen | 15. Januar 1895    | 11. März 1914     |
| 5                             | Americo Bevilacqua              | emeritierter Bischof von Alatri (Italien)                                                    | 22. Januar 1915    | 2. Februar 1918   |
| 6                             | António Antunes                 | Weihbischof in Coimbra Koadjutorbischof von Coimbra (Portugal)                               | 12. September 1919 | 1. März 1936      |